# Le miniere di re Salomone (film)
Le miniere di re Salomone (King Solomon's Mines) è un film del 1950 diretto da Compton Bennett e Andrew Marton. È tratto dall'omonimo romanzo di H. Rider Haggard del 1885, che aveva già ispirato il film King Solomon's Mines (1937).
Ha avuto un seguito, Vatussi (1959), e un remake, Allan Quatermain e le miniere di re Salomone (1985).

## Trama
Alla fine del XIX secolo, Allan Quatermain, esperto cacciatore e guida safari, viene contattato da Elizabeth Curtis per condurre una spedizione nelle profondità dell'Africa inesplorata alla ricerca del marito scomparso. L'uomo era partito un anno prima alla ricerca delle leggendarie miniere di re Salomone e da allora non ha più dato notizie. Inizialmente riluttante, Quatermain accetta l'incarico solo perché il compenso gli permetterebbe di garantire un’istruzione migliore a suo figlio in Inghilterra. Così, insieme a Elizabeth e al fratello della donna, John Goode, parte per il viaggio, accompagnato da un gruppo di portatori locali. Il rapporto tra Elizabeth e Quatermain è inizialmente teso, con frequenti scontri dovuti alle loro differenti personalità. Spesso è John a fare da mediatore tra i due. Tuttavia, con l’avanzare della spedizione e l’aumento dei pericoli – tra animali feroci e territori inesplorati – i due iniziano a sviluppare una crescente stima reciproca. Lei ammira la calma e l’esperienza di Quatermain, mentre lui resta colpito dalla sua determinazione e dal suo coraggio. Durante il tragitto, il gruppo incontra Van Brun, un uomo bianco che vive tra i nativi. L’uomo afferma di aver conosciuto Curtis, ma quando Quatermain lo riconosce come un criminale in fuga, Van Brun tenta di ucciderlo, colpendo invece il fedele servitore Khiva (Kimursi). Quatermain elimina Van Brun ma viene abbandonato dai portatori. Proseguendo, incontrano Umbopa (Siriaque), un misterioso guerriero watussi che si unisce a loro. Dopo aver attraversato deserti e foreste, giungono in una terra abitata da un popolo che riconosce Umbopa come il legittimo sovrano, spodestato dal crudele re Twala (Baziga) e dalla strega Gagool (Sekaryongo). Mentre Umbopa raduna i suoi sostenitori, Elizabeth, Quatermain e John vengono attirati in una caverna, dove scoprono i resti del marito di Elizabeth e i favolosi tesori delle miniere di re Salomone. Ma quando si rendono conto di essere in pericolo, l’unica via di fuga sembra essere un passaggio segreto tra le rocce.

## Riconoscimenti
- 1951 - Premio Oscar
  - Migliore fotografia a Robert Surtees
  - Miglior montaggio a Ralph E. Winters e Conrad A. Nervig
  - candidatura al miglior film alla MGM
- 1951 - Golden Globe
  - Migliore fotografia a Robert Surtees